# Porrorchis bazae
Porrorchis bazae är en hakmaskart som först beskrevs av Southwell och Macfie 1925.  Porrorchis bazae ingår i släktet Porrorchis och familjen Plagiorhynchidae. Inga underarter finns listade i Catalogue of Life.